# 正體龍屬
正體龍屬（學名：Typothorax）是堅蜥目的一屬，生存於三疊紀晚期的北美洲。化石已發現於亞歷桑納州的欽爾組（Chinle Formation）、新墨西哥州與德州的牛峽谷組（Bull Canyon Formation）地層。目前已發現兩個種︰T. coccinarum 、T. antiquum。

## 發現

正體龍與人類的體型比較圖

在北美洲西部的三疊紀地層裡，正體龍是最早被命名的脊椎動物之一。但自從被命名以來，正體龍的化石有限，因此研究較少。在過去研究裡，古生物學家對正體龍的瞭解，主要在鱗甲特徵。近年在牛峽谷組發現的兩個接近完整、天然狀態化石，是目前已知最完整的北美洲堅蜥類化石，並對正體龍的特徵、分類研究有重大發展。

## 敘述
正體龍屬於堅蜥目，堅蜥目是群三疊紀伪鳄类，是現代鱷魚的遠親。但與現代鱷魚不同，堅蜥目是群植食性動物。堅蜥目具有小型、葉狀牙齒，適合撕下樹葉，而不適合撕裂肉體。在三疊紀主龍類中，堅蜥類的化石較為少見，而堅蜥類的鱗甲是較常發現的部位。
根據正體龍的新發現化石，研究人員推測正體龍的身長約2.5公尺，體重約100到104公斤。前肢較短，大約是後肢長度的65%，某些善於挖掘的現代動物，也有類似的前後肢比例。前肢可能是往兩側延伸的半直立步態；後肢較為強壯，可能是採「柱狀直立」的步態。這兩個新化石的鱗甲、四肢骨頭，比過去發現的化石略大，可能已達正體龍的體型上限。
正體龍的每節脊椎較短，因此脊柱整體長度較短。相對地，背部中間處的鱗甲（皮內成骨）較長，每塊背部中間鱗甲複蓋者數個背椎。在同時代的其他伪鳄类，每塊背部鱗甲對應到一節背部脊椎。正體龍的肩部沒有大型尖刺，與鏈鱷等堅蜥類不同。正體龍的頸部有一對大型尖刺，從第三排鱗甲延伸出來；而鏈鱷的肩部尖刺，是從第五排鱗甲延伸出來。如果正體龍的頸部肩刺、鏈鱷的肩部尖刺，是同源演化出的特徵，有可能在演化過程中，正體龍的背部鱗甲減少，因此尖刺位置從肩部移動到頸部。
正體龍的身體兩側鱗甲有角狀物，往側後方傾斜。腹部有10列小型鱗甲，尾部下側有4列小型鱗甲。正體龍的尾巴基部處，相當於洩殖腔部位，有尖刺狀鱗甲。在其他堅蜥類，例如堅蜥、科荷馬鱷，尾巴基部處是沒有覆蓋鱗甲的。

## 古生物學
正體龍的股骨筆直、腸骨與股骨的接觸面有突出、後肢腳掌朝向前方，由以上特徵可知正體龍的後肢直立於身體下方，與同時代的堅蜥類、其他伪鳄类相同。股骨長度與脛骨、腓骨相當，也跟踝部的距骨、跟骨相當，由此可知正體龍是行動緩慢的動物。前肢長度短於後肢，可能是往兩側延伸的半直立步態。年代較早的犬齒獸類原犬鱷龍、年代較晚的甲龍類、角龍類恐龍，也有類似的前肢半直立、後肢直立步態。
正體龍的橈骨明顯短於肱骨，許多某些善於挖掘的現代動物，也有類似的前後肢比例，因此正體龍被推測是前肢善於挖掘的動物。正體龍的肱骨有明顯三角嵴（Deltopectoral crest），與其他堅蜥類相同。肱骨另有內上髁（Entepicondyle），是使前肢前旋、手部屈曲肌肉的附著處。尺骨有大型鹰嘴突（Olecranon process），是三角肌的附著處，但沒有其他善掘動物的鹰嘴突明顯。研究人員指出，正體龍還沒有完全演化出善掘動物的生活方式，但與其他堅蜥類相比，正體龍的前肢已相當適合挖掘。與其他堅蜥類相同，正體龍的口鼻部前端朝上，研究人員推測這群動物會用嘴巴在土壤裡挖掘、尋找食物。

## 分類
正體龍屬於堅蜥亞科（Aetosaurinae）的一個演化支，名為正體龍族（Typothoracisinae）。正體龍被認為是雷東達鱷的近親，兩者有複雜分類歷史。雷東達鱷是在1991年被命名；過幾年，其他研究人員根據皮內成骨特徵，將雷東達鱷歸類於正體龍模式種的異名。。另有其他科學家提出，雷東達鱷跟正體龍模式種仍有差異，應該歸類成正體龍的一個種。在2006年，古生物學家阿德里安·亨特（Adrian Hunt）與史賓賽·盧卡斯（Spencer G. Lucas）的雷東達鱷化石研究，支持正體龍、雷東達鱷是兩個獨立屬的分類法。
在2010年，A.B. Heckert等人研究在牛峽谷組新發現的正體龍化石，發現兩者的鱗甲特徵差異，雷東達鱷的背部近中間處鱗甲有大幅彎曲，而正體龍的相同部位鱗甲彎曲程度較小，因此主張雷東達鱷、正體龍是兩個獨立屬。

## 外部連結
- Typothorax （页面存档备份，存于） in the Paleobiology Database